# Solid State Survivor
Solid State Survivor — второй студийный альбом японской группы Yellow Magic Orchestra, выпущенный 25 сентября 1979 года.

## Критика
| Оценки критиков | Оценки критиков |
| Источник        | Оценка          |
| --------------- | --------------- |
| AllMusic        | [ 1 ]           |
| The Guardian    | [ 2 ]           |
| Record Mirror   | [ 3 ]           |
| Smash Hits      | 7/10            |

Solid State Survivor стал самым успешным альбомом Yellow Magic Orchestra. Он возглавил недельный хит-парад Oricon, его продажи достигли двух миллионов копий. На 22-й церемонии Japan Record Awards в 1980 году запись удостоилась награды «Лучший альбом». Обозреватель The Japan Times Джонатан Макнамара включил Solid State Survivor в список 10 японских альбомов, достойных добавления в список 500 величайших альбомов всех времён, составленный в 2020 году журналом Rolling Stone. В том же году агрегатор рецензий Acclaimed Music поместил запись на 2876-е место в списке 3000 самых высоко оценённых критиками альбомов.

## Список композиций
| №  | Название             | Музыка           | Длительность |
| -- | -------------------- | ---------------- | ------------ |
| 1. | «Technopolis»        | Рюити Сакамото   | 4:14         |
| 2. | «Absolute Ego Dance» | Харуоми Хосоно   | 4:37         |
| 3. | «Rydeen»             | Юкихиро Такахаси | 4:26         |
| 4. | «Castalia»           | Сакамото         | 3:31         |

| №  | Название               | Текст песни        | Музыка             | Длительность |
| -- | ---------------------- | ------------------ | ------------------ | ------------ |
| 1. | «Behind the Mask»      | Крис Мосделл       | Сакамото           | 3:36         |
| 2. | «Day Tripper»          | Леннон — Маккартни | Леннон — Маккартни | 2:40         |
| 3. | «Insomnia»             | Мосделл            | Хосоно             | 4:57         |
| 4. | «Solid State Survivor» | Мосделл            | Такахаси           | 3:58         |

## Участники записи
- Харуоми Хосоно — бас-гитара, клавишные, вокал
- Рюити Сакамото — клавишные, вокал
- Юкихиро Такахаси — барабаны, вокал